# Oswald Bockmayer
Oswald Bockmayer auch Bokmayer (* 12. August 1820 in Goßenzugen; † 28. September 1869 in Heidenheim) war ein württembergischer Oberamtmann.

## Leben und Werk
Oswald Bockmayer besuchte das Gymnasium in Rottweil und Ehingen. Anschließend studierte er Regiminalwissenschaften in Tübingen. 1842 und 1846 legte er die höheren Dienstprüfungen ab. 1846 und 1847 arbeitete er als Aktuariatsverweser beim Oberamt Ludwigsburg und von 1847 bis 1850 als Oberamtsaktuar beim Oberamt Ravensburg. Von 1850 bis 1858 war er Sekretär und Lehrer der Nationalökonomie und Rechtskunde an der Akademie Hohenheim. Von 1858 bis 1864 leitete er als Oberamtmann das Oberamt Riedlingen und von 1864 bis zu seinem frühen Tod 1869 das Oberamt Heidenheim.   
1869 wurde Bockmayer in einer Ersatzwahl für den ausgeschiedenen Josef Anton Knittel in den württembergischen Landtag gewählt, er verstarb jedoch vor seinem Eintritt.